# Ionotroper Rezeptor
Ionotrope Rezeptoren (oder Ionenkanal-Rezeptoren) bestehen aus membranständigen Proteinuntereinheiten, die extrazelluläre Bindungsdomänen für ihre jeweiligen Liganden besitzen und einen Ionenkanal bilden.
Bei ionotropen Rezeptoren findet an einem Makromolekül sowohl die Bindung des Liganden als auch die erste Stufe der Signaltransduktion statt. Durch die spezifische Bindung des jeweiligen natürlichen Liganden oder eines Agonisten ändert sich durch Öffnung des Kanals die Leitfähigkeit der Zellmembran, was eine Änderung des Membranpotentials nach sich zieht.
Beispiele für ionotrope Rezeptoren:
- der Acetylcholinrezeptor an der motorischen Endplatte, der Synapse zwischen Motoneuronen und Skelettmuskelfaser
- von den Glutamatrezeptoren im Zentralnervensystem: der AMPA-Rezeptor, der Kainat-Rezeptor und der NMDA-Rezeptor.